# Coenosia testacea
Coenosia testacea är en tvåvingeart som först beskrevs av Jean-Baptiste Robineau-Desvoidy 1830.  Coenosia testacea ingår i släktet Coenosia och familjen husflugor. Arten är reproducerande i Sverige. Inga underarter finns listade i Catalogue of Life.